# Southern Daily Echo
O Southern Daily Echo, também conhecido como Daily Echo ou simplesmente The Echo, é um jornal local do tipo "tabloid" que cobre a área de Hampshire no Centro-Sul da Inglaterra, abrangendo a cidade de Southampton. Pertence ao grupo editorial Newsquest, uma das maiores agências de jornais do Reino Unido
Foi publicado pela primeira vez em agosto de 1888, tendo celebrado seus 120 anos em 2008 Tem tiragem diária, exceptuando-se o Domingo. Quinta-feira e sábado são os dias da edição de emprego, quando todas as vagas locais são anunciadas. O Echo é o único jornal pago (há publicações gratuitas) de Southampton e não tem afiliação partidário-política, comum em jornais britânicos. O editor-chefe atual é Ian Murray.
Outros jornais pertencentes ao mesmo grupo circulam na região, nomeadamente Hampshire Chronicle (em Winchester, Basingstoke Gazette (em Basingstoke,Romsey Advertiser (na localidade de Romsey) e Bournemouth Daily Echo (na cidade de Bournemouth.